# Marvel Super Hero Adventures
Marvel Super Hero Adventures è una serie animata di breve durata basata sui personaggi creati dalla Marvel Comics. Rivolti a un pubblico in età prescolare, i cortometraggi vanno in onda per la prima volta sul blocco Disney Junior di Disney Channel, e successivamente dal canale YouTube Marvel HQ e dall'app DisneyNOW. La serie è animata con animazione Flash, ma utilizza lo stile artistico di Spider-Man (2017) per i dispositivi di inquadratura.

## Produzione
Marvel Super Hero Adventures è stato annunciato tramite The Hollywood Reporter il 7 settembre 2017 come parte di una spinta multimediale attraverso l'editoria e il merchandising volta a presentare l'Universo Marvel a un pubblico più giovane. La prima stagione, composta da dieci episodi di 3,5 minuti, ha debuttato il 13 ottobre 2017. La seconda stagione è seguita il 22 ottobre 2018. La terza stagione è iniziata su Disney Junior e DisneyNOW il 1º aprile 2019, con la quarta il 6 aprile 2020. A partire da settembre 2020 non sono stati prodotti più nuovi cortometraggi.
La serie è stata diretta da Svend Gregori e prodotta da Atomic Cartoons.

## Episodi
| Stagione         | Episodi | Prima TV USA | Prima TV Italia |
| ---------------- | ------- | ------------ | --------------- |
| Prima stagione   | 10      | 2017         | 2019            |
| Seconda stagione | 10      | 2019         |                 |
| Terza stagione   | 10      | 2019         |                 |
| Quarta stagione  | 10      | 2020         |                 |

### Stagione 1
| nº serie | nº | Titolo italiano            | Titolo inglese            | Prima TV USA     | Prima TV Italia |
| -------- | -- | -------------------------- | ------------------------- | ---------------- | --------------- |
| 1        | 1  | Lo sporco piano di Ultron  | One Big Mess              | 13 ottobre 2017  | 1º aprile 2019  |
| 2        | 2  | Il gigante di ghiaccio     | Uh Oh, It's Magic!        | 13 ottobre 2017  |                 |
| 3        | 3  | Sbagliando si impara       | That Drone Cat            | 27 ottobre 2017  |                 |
| 4        | 4  | La frana                   | Rock and Roll             | 27 ottobre 2017  |                 |
| 5        | 5  | Rapina in banca            | Electric Youth            | 27 ottobre 2017  |                 |
| 6        | 6  | Fai la cosa giusta         | The Toys Are Back In Town | 1º dicembre 2017 |                 |
| 7        | 7  | Verso lo spazio            | Way Outer Space           | 1º dicembre 2017 |                 |
| 8        | 8  | La famiglia prima di tutto | Family Friendly           | 1º dicembre 2017 |                 |
| 9        | 9  | Forte e chiaro             | Stomp and Listen          | 1º dicembre 2017 |                 |
| 10       | 10 | Pensiero positivo          | I'm Positive!             | 1º dicembre 2017 |                 |

### Stagione 2
| nº serie | nº | Titolo italiano                        | Titolo inglese                           | Prima TV USA     | Prima TV Italia |
| -------- | -- | -------------------------------------- | ---------------------------------------- | ---------------- | --------------- |
| 11       | 1  | Il cattivo Mittens                     | Evil Mittens                             | 26 ottobre 2018  |                 |
| 12       | 2  | Il giardino del Doctor Octopus         | Doctor Octopus’s Garden                  | 26 ottobre 2018  |                 |
| 13       | 3  | Mio!                                   | Mine!                                    | 2 novembre 2018  |                 |
| 14       | 4  | Questa è divertente                    | Now That’s Funny!                        | 2 novembre 2018  |                 |
| 15       | 5  | Ascolta meglio                         | LISTEN                                   | 9 novembre 2018  |                 |
| 16       | 6  | Le api scomparse                       | Sticky Mittens                           | 19 dicembre 2018 |                 |
| 17       | 7  | Nuvoloso con possibilità di sorrisi    | Cloudy With A Chance of Smiles           | 19 dicembre 2018 |                 |
| 18       | 8  | Per questo fanno cioccolato e vaniglia | That’s Why They Make Chocolate & Vanilla | 21 dicembre 2018 |                 |
| 19       | 9  | È un alieno                            | You Go High, I’ll Go Low                 | 21 dicembre 2018 |                 |
| 20       | 10 | Tu vai in alto, io in basso!           | It's An Alien!                           | 6 febbraio 2019  |                 |

### Stagione 3
| nº serie | nº | Titolo italiano                          | Titolo inglese                     | Prima TV USA     | Prima TV Italia |
| -------- | -- | ---------------------------------------- | ---------------------------------- | ---------------- | --------------- |
| 21       | 1  | Scusa è la parola più difficile da dirsi | Sorry Seems To Be The Hardest Word | 1º aprile 2019   |                 |
| 22       | 2  | Gli artigli della vita                   | The Claws of Life                  | 2 aprile 2019    |                 |
| 23       | 3  | Non così pulito                          | Not So Dry Cleaners                | 3 aprile 2019    |                 |
| 24       | 4  | Da Hulk all'eternità                     | From Hulk to Eternity              | 4 aprile 2019    |                 |
| 25       | 5  | Pioggia appiccicosa                      | Sticky Rain                        | 5 aprile 2019    |                 |
| 26       | 6  | Provalo, ti piacerà                      | Try It, You’ll Like It             | 2 settembre 2019 |                 |
| 27       | 7  | Si piega ma non si spezza                | Bend, Don’t Break                  | 3 settembre 2019 |                 |
| 28       | 8  | Gli amici servono a questo               | That’s What Friends Are For        | 4 settembre 2019 |                 |
| 29       | 9  | Buon compleanno                          | Happy Birthday                     | 5 settembre 2019 |                 |
| 30       | 10 | La Fata Morgana                          | Things That Go HaHa! In the Night  | 6 settembre 2019 |                 |

### Stagione 4
| nº serie | nº | Titolo italiano             | Titolo inglese            | Prima TV USA      | Prima TV Italia |
| -------- | -- | --------------------------- | ------------------------- | ----------------- | --------------- |
| 31       | 1  | Serve una carica            | Charge Ahead              | 6 aprile 2020     |                 |
| 32       | 2  | Dai... Devo proprio farlo?  | Aww... Do I Have To?      | 7 aprile 2020     |                 |
| 33       | 3  | Tocca a me                  | It's On Me                | 8 aprile 2020     |                 |
| 34       | 4  | Promesse promesse           | Promises Promises         | 9 aprile 2020     |                 |
| 35       | 5  | Fuori dalla scatola         | Outside the Box           | 10 aprile 2020    |                 |
| 36       | 6  | È ora di menare le mani     | It's Clobberin' Time      | 13 settembre 2020 |                 |
| 37       | 7  | Fa davvero troppo caldo     | It's Too Darn Hot         | 14 settembre 2020 |                 |
| 38       | 8  | Uno per tutti e tutti per 4 | One For All and All 4 One | 15 settembre 2020 |                 |
| 39       | 9  | Costruire ponti             | Building Bridges          | 16 settembre 2020 |                 |
| 10       | 10 | Ostacoli, chiaramente       | Obstacle, Of Course       | 17 settembre 2020 |                 |

### Speciali
| nº | Titolo italiano | Titolo inglese               | Prima TV USA     | Prima TV Italia |
| -- | --------------- | ---------------------------- | ---------------- | --------------- |
| 1  |                 | Be Like Spidey!              | 27 febbraio 2019 |                 |
| 2  |                 | Meet Captain Marvel!         | 6 marzo 2019     |                 |
| 3  |                 | Meet Thor!                   | 13 marzo 2019    |                 |
| 4  |                 | Spidey Remix with Miles!     | 20 marzo 2019    |                 |
| 5  |                 | Spidey Spyin' with Thor!     | 27 marzo 2019    |                 |
| 6  |                 | Spidey Spyin' with Electro!  | 6 luglio 2019    |                 |
| 7  |                 | Meet Ms. Marvel!             | 6 luglio 2019    |                 |
| 8  |                 | Spidey Spyin' with Miles!    | 6 luglio 2019    |                 |
| 9  |                 | Spidey Remix: Villain Fails! | 7 luglio 2019    |                 |
| 10 |                 | Meet Black Panther!          | 7 luglio 2019    |                 |

## Personaggi
- Spider-Man, doppiato in inglese da Cole Howard e in italiano da Alex Polidori
- Iron Man, doppiato in inglese da Noel Johansen e in italiano da Francesco Bulckaen
- Groot, doppiato in inglese da Brian Drummond e in italiano da Massimo Corvo
- Thor, doppiato in inglese da David Atar e in italiano da Alessandro Quarta
- Hulk, doppiato in inglese da James Blight e in italiano da Andrea Ward
- Ant-Man, doppiato in inglese da Adrian Petriw e in italiano da Omar Vitelli
- Miles Morales, doppiato in inglese da Zac Siewert e in italiano da Federico Bebi
- Ms. Marvel, doppiata in inglese da Aliza Vellani e in italiano da Rossa Caputo
- Capitan America e Riparatore, doppiati in inglese da Michael Daingerfield e in italiano da Fabrizio Pucci (Capitan America) e Andrea De Venuti (Riparatore)
- Captain Marvel, doppiata in inglese da Jacqueline Samuda e in italiano da Monica Ward
- Black Panther, doppiato in inglese da Omari Newton e in italiano da Roberto Draghetti (st. 1) e Paolo Vivio (st. 2-4)
- Reptil, doppiato in inglese da Jesse Inocalla e in italiano da Alessandro Campaiola
- Ghost-Spider, doppiata in inglese da Emily Tennant e in italiano da Francesca Tardio
- Spider-Girl, doppiata in inglese da Gigi Saul Guerrero e in italiano da Agnese Marteddu
- Falcon, doppiato in inglese da Deven Mack e in italiano da Francesco Venditti
- Ultron e l'Uomo Assorbente, doppiati in inglese da Michael Dobson e in italiano da Stefano Alessandroni (Ultron) e Alessandro Budroni (Uomo Assorbente)
- Wasp, doppiata in inglese da Marlie Collins e in italiano da Giulia Santilli
- Nebula, doppiata in inglese da Diana Kaarina e in italiano da Irene Di Valmo
- Rocket Raccoon, doppiato in inglese da Trevor Devall e in italiano da Christian Iansante
- Doctor Strange, doppiato in inglese da Toren Atkinson e in italiano da Carlo Scipioni
- She-Hulk, doppiata in inglese da Elysia Rotaru e in italiano da Roberta De Roberto
- Loki, doppiato in inglese da Matt Cowlrick e in italiano da Alberto Bognanni
- Dottor Otto Octavius "Doc Ock", doppiato in inglese da Luc Roderique e in italiano da Enrico Di Troia
- Electro e Swarm, doppiati in inglese da Ian James Corlett e in italiano da Andrea De Venuti (Electro, st. 1), Alessandro Spadorcia (Electro, st.2), Metello Mori (Electro, st. 4), Emanuele Natalizi (Swarm, st. 2) e Fabrizio Dolce (Swarm, st. 4)
- Stegron, doppiato in inglese da Mark Oliver e in italiano da Marco Giansante
- Green Goblin, Miek e Blackjack O'Hare, doppiati in inglese da Sam Vincent e in italiano da Massimo De Ambrosis (Green Goblin), Michele Botrugno (Miek) e Fabrizio Dolce (Blackjack O'Hare)
- Hobgoblin, doppiato in inglese da Andrew Francis e in italiano da Massimo De Ambrosis
- Ironheart, doppiata in inglese da Odessa Rojen e in italiano da Joy Saltarelli
- Fata Morgana, doppiata in inglese da Nicole Oliver e in italiano da Emanuela D'Amico
- Mister Fantastic, doppiato in inglese da Bill Newton e in italiano da Alberto Caneva
- Donna Invisibile, doppiata in inglese da Lauren Jackson e in italiano da Eleonora Reti

## Franchise
Marvel Super Hero Adventures è stato annunciato da Marvel Entertainment nel settembre 2017 e consiste in una serie animata di breve durata insieme alla pubblicazione e al merchandising durante "Marvel Mania" di ottobre. La linea di giocattoli è stata prodotta da Hasbro con prodotti aggiuntivi di Mad Engine, Jay Franco, GBG, Jakks Pacific e altri.
Nel campo dell'editoria, Marvel Press ha pubblicato libri a capitoli a partire da settembre e da Marvel Comics una miniserie di cinque numeri a partire da aprile 2018. Super Hero Adventures vede Spider-Man collaborare con un altro eroe Marvel. Il primo capitolo dei primi lettori è stato Deck the Malls!, con Spider-Man e Spider-Gwen, scritto da MacKenzie Cadenhead e Sean Ryan, e disegnato da Derek Laufman. Erano previsti altri tre libri a capitoli che sarebbero proseguiti nel 2018. A causa degli scarsi ordini, la serie limitata è stata riproposta come una serie di numeri 1.
- Comic books - five #1 scritti da Jim McCann con disegni di Dario Brizuela:[8]

- Marvel Super-Hero Adventures: Spider-Man and the Stolen Vibranium #1
- Marvel Super-Hero Adventures: The Spider-Doctor #1 (Marvel Super-Hero Adventures #2)

- Deck the Malls! ha unito Spider-Man con Spider-Gwen scritto da MacKenzie Cadenhead e Sean Ryan e disegnato da Derek Laufman